# Momo Wandel Soumah
Pour les articles homonymes, voir Soumah.
Momo Wandel Soumah né le 1er janvier 1926 à Labé et décédé le 15 juin 2003 à Dixinn en Guinée, était un chanteur, compositeur et saxophoniste de Guinée.
Reconnaissable par sa voix rocailleuse caractéristique et son style de saxophone très personnel et inspiré.

## Historique
Soumah a commencé à jouer dans des orchestres de danse dans les années 1950, mais s'est orienté vers la musique guinéenne moderne après la révolution culturelle.
De la mi-1980, Soumah a développé un mélange singulier de jazz et musique traditionnelle africaine.
Dans les années 90, il rencontre à Conakry François Kokelaere alors directeur artistique de l'Ensemble National des Percussions de Guinée qui réalise avec lui le disque "Matchowé" pour Buda Musique en 1992.
Sous l'égide de Laurent Chevallier il enregistre le disque "Afro swing" chez Fonti Musicali (2001) et la bande originale du film "L'enfant noir" (direction artistique François Kokelaere).
Laurent Chevallier lui consacrera un film Momo le doyen qui raconte son parcours atypique.
Il est mort subitement le 15 juin 2003. Au moment de sa mort, Soumah a été directeur musical de Circus Baobab.

## Discographie
- Matchowé (1992) chez Buda Musique
- Afro Swing (2001) chez Fonti Musicali
- Momo Le Doyen (BO, 2007)

Artiste Contribuer
- Unwired: Africa (2000, World Music Network)
- Desert Blues 2 (2002, Network)

## Prix et reconnaissance
- Salle de spectacle Momo Wandel Soumah: la grande salle de spectacle du centre culturelle Sory Kandia Kouyaté porte son nom depuis 2004[4].
- Deuxième saxophoniste d'Afrique après Manu Dibango par la BBC[5].